# Зирнево
Зи́рнево (болг. Зърнево) — село в Добрицькій області Болгарії. Входить до складу общини Тервел.

## Населення
За даними перепису населення 2011 року у селі проживали 1236 осіб.
Національний склад населення села:
| Національність   | Кількість осіб | Відсоток |
| ---------------- | -------------- | -------- |
| турки            | 1223           | 98,9%    |
| болгари          | 8              | 0,6%     |
| Всього відповіли | 1236           |          |

Розподіл населення за віком у 2011 році:
Динаміка населення: